# チェンジUP!!
『チェンジUP!!』（チェンジアップ!!）は、今泉伸二による日本の野球漫画。『週刊少年ジャンプ』（集英社）1992年12号から33号まで連載された。

## 概要
『空のキャンバス』が器械体操を、『神様はサウスポー』がボクシングをそれぞれテーマとしていたのに対し、本作は高校野球をテーマとしている。しかし、早期に連載終了が決まったため、ストーリーを短縮せざるを得なくなった。
今泉は、単行本第3巻の前書きで「連載が早期終了になったのも、主人公のキャラクターが読者に受けなかったのでは？」と考察していた。
単行本第3巻には、プロトタイプとなった読み切り作品『ドリームボール』も収録されている。

## あらすじ
「女の子にモテたい」という不純な動機で長洲冬馬は隼高校へ入学し、野球部入部を志す。そして同じ日にマネージャーとなる紅葉楓と最悪の出会いをしてしまう。冬馬はリトルリーグ時代は「神童」と呼ばれた凄腕のピッチャーであったが、交通事故の影響で腕に力が入らない状態だった。
一度は野球を止めようとする冬馬。しかし、楓の過激な激励を始め、楓は亡き父が果たせなかった甲子園出場を果たしたいという願いを知り改心。甲子園出場を目指すことを決意する。
そんな冬馬の前に若鷲学園のスラッガー・美月正平が現れ、冬馬を倒し、楓にプロポーズを宣言。正平はリトルリーグ時代に楓に負けた過去から、楓の育てた選手を倒すことを目標としている。
その後、同級生の沢木瞳が現れ、子供時代に交通事故から冬馬に救われた恩返しとして野球部のマネージャーとして入部した為、冬馬も思いが揺れ動く。
やがてそれぞれの思いが交錯する中、甲子園地区大会が始まる。

## 登場人物
長洲冬馬（ながす とうま）
本編の主人公。「女の子にモテたい」という不純な動機で隼高校の野球部へ入部。リトルリーグ時代は「神童」と呼ばれた凄腕のピッチャーであったが、交通事故の後遺症で腕力が衰えていた。野球を一度は諦めようとするが、マネージャーの紅葉楓の殴打修整による叱咤激励、亡父に代わり甲子園出場を果たしたいという楓の願いと、葵川の増水で溺れそうになった楓を助けたいという思い、自身の「もう一度野球をしたい」との思いから復活。隼高校のピッチャーになる。その後、若鷲学園のスラッガー・美月正平が現れ、冬馬を倒し、楓にプロポーズを宣言。最初の対決となった練習試合では試合放棄で敗北。更に交通事故で助けた沢木瞳と出会い、同じ野球部のマネージャーとして入部した為、2人の間で揺れ動く。最終エピソードとなった地区大会2回戦で若鷲学園・美月正平と再戦。
紅葉楓（もみじ かえで）
隼高校野球部のマネージャーで、母子家庭の同級生。結構口が悪く硬派で素直になれない性格。リトルリーグ時代の冬馬を知っていたが、そのヘタレへ落ちぶれたり変容ぶりに一度は落胆する。物心付いた頃に高校球児だった父親は死去しており母はマネージャーであり、幼少期に母から父が甲子園に出られなかったことが悔しかったことを聞かされ、亡父に代わり甲子園出場を目指している。その後、情け無い冬馬に殴打修整にで叱咤激励する。その日の夕方、葵川のグランドが増水し、溺れそうになった自身を冬馬が左腕で丸太を投げ助けたことで冬馬も本気になり、共に甲子園を目指して頑張ることになる。
美月正平（みずき しょうへい）
若鷲学園のスラッガーで、初登場は第6話ラストで、冬馬を倒し、楓にプロポーズを宣言する。正平はリトルリーグ時代に楓に負けた為、楓の育てた選手を倒すことを目標にしている。最初の練習試合では試合放棄で勝つも、地区大会2回戦で隼高校と再戦する。
沢木瞳（さわき ひとみ）
冬馬の同級生で、第14話で初登場。野球部入部を目指しており、第15話で野球部マネージャーとして入部する。同話でかつて交通事故から冬馬に助けられたことを語るも、本命は冬馬に任せていた。結果として登場が物語終盤になったが、本来なら重要なキーパーソンになるはずだった。
紅葉大樹（もみじ だいき）
故人。楓が幼少期の時に死去したが、隼校野球部第1期生で地区大会準優勝まで行った実績を挙げていた。亡父が果たせなかった甲子園出場を果たしたいという思いは、楓の人生の目標となっていく。

## 書籍データ・話数リスト
話数は◯◯投で表記されている。
第1巻：1992年8月1日発売、ISBN 978-4088716817
- 第1投 わたしのあこがれ
- 第2投 お父さんの夢
- 第3投 甲子園に行こう！
- 第4投 黄金の肩
- 第5投 わたしのために
- 第6投 冬馬の夢
- 第7投 フィアンセ…!?
- 第8投 愛する資格

第2巻：1992年11月1日発売、ISBN 978-4088716824
- 第9投 バカな事ばかり
- 第10投 もらった!!
- 第11投 本当の私
- 第12投 オレだって…
- 第13投 抱きしめたい
- 第14投 見たか…見た!!
- 第15投 変わってないね
- 第16投 ライバル

第3巻：1993年2月1日発売、ISBN 978-4088716831
- 第17投 オレたちの意義
- 第18投 勇気を出さなきゃ
- 第19投 一石二鳥
- 第20投 オレがとる!
- 第21投 たとえこの腕が折れても!!
- 読み切り ドリームボール